# Llista d'arbres singulars de les Illes Balears
Llista d'arbres i arbredes singulars protegits per la Llei de protecció dels arbres singulars de les Illes Balears.
El Catàleg d'arbres singulars de les Illes Balears (CASIB) disposa de 66 exemplars (o petits grups d'exemplars) protegits per la Llei de protecció dels arbres singulars de les Illes Balears aprovada pel Parlament balear el 20 de març de 1991, ideada com a instrument normatiu per assegurar la conservació d'aquells individus arboris amb característiques extraordinàries, per talla o per l'edat, o bé especialment valuosos des del punt de vista cultural. La Llei és molt garantista, ja que una vegada catalogat un arbre, la descatalogació només és possible per la mort de l'exemplar, de manera que la protecció resulta definitiva. Estableix també mesures de protecció preventiva des del moment que s'inicia l'expedient, i la possibilitat d'acord entre els propietaris i l'administració per regular-ne la contemplació pels ciutadans.

## Eivissa
| Nom                           | Protecció                       | Espècie                                                    | Alçària x diàmetre tronc x capçada | Localització | Codi        | Imatge |
| ----------------------------- | ------------------------------- | ---------------------------------------------------------- | ---------------------------------- | --- | ----------- | --- |
| Pins de sa vénda de Balàfia   | AS (1993) 9 exemplars           | Pi blanc, Pinus halepensis                                 | 11-18 x 71-105 x -                 | Sant Joan de Labritja Vorera de la carretera C-733, revolt abans de creuament a Sant Llorenç 39° 01′ 34″ N, 1° 29′ 14″ E / 39.026141°N,1.487097°E                        | CASIB-110-2 | {{ca\|Pins de sa vénda de Balàfia (Sant Joan de Labritja)}} · {{WLE-AD-ES\|CASIB-110-2}} · {{Object location dec\|39.026141\|1.487097\|region:ES-IB_type:landmark_source:cawiki}} · [[Categoria:Famous trees in the Balearic Islands]] |
| Pins de Vicent de na Blaia    | AS (1993) 2 exemplars           | Pi blanc, Pinus halepensis                                 |                                    | Sant Joan de Labritja Vorera del km 14,8 de la carretera C-733, davant del restaurant Es Pins 39° 01′ 41″ N, 1° 29′ 17″ E / 39.027968°N,1.488030°E                       | CASIB-111-1 | {{ca\|Pins de Vicent de na Blaia (Sant Joan de Labritja)}} · {{WLE-AD-ES\|CASIB-111-1}} · {{Object location dec\|39.027968\|1.488030\|region:ES-IB_type:landmark_source:cawiki}} · [[Categoria:Famous trees in the Balearic Islands]]  |
| Bellotera de Can Carreró      | AS (2001)                       | Alzina, Quercus ilex                                       | 7 x - x 20                         | Sant Joan de Labritja Bosquet de forma triangular a la vora del camí, a la vénda de Binirràs 39° 04′ 25″ N, 1° 30′ 36″ E / 39.073578°N,1.509933°E                        | CASIB-129-1 | {{ca\|Bellotera de Can Carreró (Sant Joan de Labritja)}} · {{WLE-AD-ES\|CASIB-129-1}} · {{Object location dec\|39.073578\|1.509933\|region:ES-IB_type:landmark_source:cawiki}} · [[Categoria:Famous trees in the Balearic Islands]]    |
| Pi ver de Can Besuró          | AS (2003)                       | Pi ver, Pinus pinea                                        | 12 x 4 x 25                        | Sant Joan de Labritja Devora el camí de Sant Miquel de Balanzat cap a la finca de Can Besuró 39° 02′ 52″ N, 1° 25′ 38″ E / 39.047675°N,1.427090°E                        | CASIB-139-1 | {{ca\|Pi ver de Can Besuró (Sant Joan de Labritja)}} · {{WLE-AD-ES\|CASIB-139-1}} · {{Object location dec\|39.047675\|1.427090\|region:ES-IB_type:landmark_source:cawiki}} · [[Categoria:Famous trees in the Balearic Islands]]        |
| Pi de Can Reiet               | AS (1993)                       | Pi blanc, Pinus halepensis                                 | - x 1,11 x -                       | Santa Eulàlia del Riu Vorera del km 1,6 de la carretera de Santa Eulàlia a Sant Joan 38° 59′ 06″ N, 1° 28′ 37″ E / 38.985107°N,1.476858°E                                | CASIB-111-2 | {{ca\|Pi de Can Reiet (Santa Eulàlia del Riu)}} · {{WLE-AD-ES\|CASIB-111-2}} · {{Object location dec\|38.985107\|1.476858\|region:ES-IB_type:landmark_source:cawiki}} · [[Categoria:Famous trees in the Balearic Islands]]             |
| Olivera de n'Espanya          | AS (2001)                       | Olivera, Olea europaea var. europaea                       | 12 x - x 12,5                      | Santa Eulàlia del Riu Zona de Sant Carles, molt a prop de les cases de Can Milà i entre dues marjades                                                                    | CASIB-129-2 | {{ca\|Olivera de n'Espanya (Santa Eulàlia del Riu)}} · {{WLE-AD-ES\|CASIB-129-2}} · {{Object location dec\|\|\|region:ES-IB_type:landmark_source:cawiki}} · [[Categoria:Famous trees in the Balearic Islands]]                         |
| Ginebres i savines de sa Rota | AS (2001) 2 ginebres, 5 savines | Ginebre, Juniperus oxycedrus i savina, Juniperus phoenicea |                                    | Santa Eulàlia del Riu Al costat de la bassa d'aigua tractada de l'EDAR, distribuïdes al llarg de dues marjades a cada costat d'un camp situat a la part baixa de la casa | CASIB-130-1 | {{ca\|Ginebres i savines de sa Rota (Santa Eulàlia del Riu)}} · {{WLE-AD-ES\|CASIB-130-1}} · {{Object location dec\|\|\|region:ES-IB_type:landmark_source:cawiki}} · [[Categoria:Famous trees in the Balearic Islands]]                |

## Formentera
| Nom                                 | Protecció             | Espècie                     | Alçària x diàmetre tronc x capçada | Localització | Codi        | Imatge |
| ----------------------------------- | --------------------- | --------------------------- | ---------------------------------- | --- | ----------- | --- |
| Bellotera de Can Rita               | AS (1993)             | Alzina, Quercus ilex        | 6 x 0,32 i 0,50 x 13,5             | Sant Francesc de Formentera Vorera del km 4,8 de la carretera entre la Savina i la Mola 38° 42′ 29″ N, 1° 26′ 59″ E / 38.708131°N,1.449592°E                                                       | CASIB-112-2 | {{ca\|Bellotera de Can Rita (Sant Francesc de Formentera)}} · {{WLE-AD-ES\|CASIB-112-2}} · {{Object location dec\|38.708131\|1.449592\|region:ES-IB_type:landmark_source:cawiki}} · [[Categoria:Famous trees in the Balearic Islands]]               |
| Savina de sa Tanca d'Allà Dins      | AS (1993)             | Savina, Juniperus phoenicea | 5,5 x 0,54 x 9                     | Sant Francesc de Formentera A 250 m a l'esquerra del km 6,5 de la carretera entre Sant Francesc i el cap de Barbaria 38° 39′ 28″ N, 1° 24′ 00″ E / 38.657787°N,1.400077°E                          | CASIB-116-2 | {{ca\|Savina de sa Tanca d'Allà Dins (Sant Francesc de Formentera)}} · {{WLE-AD-ES\|CASIB-116-2}} · {{Object location dec\|38.657787\|1.400077\|region:ES-IB_type:landmark_source:cawiki}} · [[Categoria:Famous trees in the Balearic Islands]]      |
| Savina de ses Salines               | AS (1993)             | Savina, Juniperus phoenicea | 7,5 x 0,94 x 12                    | Sant Francesc de Formentera A 250 m de la platja de ses Illetes, damunt una zona dunar del Cavall d'en Borràs 38° 44′ 20″ N, 1° 25′ 48″ E / 38.739001°N,1.429874°E                                 | CASIB-118-1 | {{ca\|Savina de ses Salines (Sant Francesc de Formentera)}} · {{WLE-AD-ES\|CASIB-118-1}} · {{Object location dec\|38.739001\|1.429874\|region:ES-IB_type:landmark_source:cawiki}} · [[Categoria:Famous trees in the Balearic Islands]]               |
| Bellotera de Can Vicent des Torrent | AS (1993)             | Alzina, Quercus ilex        | 6,5 x 0,35 x 12                    | Sant Francesc de Formentera Anant cap a la finca des Torrent, entre Sant Francesc i el cap de Barbaria, a 400 metres abans d'arribar a la mar 38° 41′ 26″ N, 1° 24′ 03″ E / 38.690445°N,1.400963°E | CASIB-123-1 | {{ca\|Bellotera de Can Vicent des Torrent (Sant Francesc de Formentera)}} · {{WLE-AD-ES\|CASIB-123-1}} · {{Object location dec\|38.690445\|1.400963\|region:ES-IB_type:landmark_source:cawiki}} · [[Categoria:Famous trees in the Balearic Islands]] |
| Figueres de Can Toni Mestre         | AS (1993) 2 exemplars | Figuera, Ficus carica       |                                    | Sant Francesc de Formentera Al km 9 de la carretera de Sant Ferran a la Mola, a 300 metres de la carretera 38° 41′ 09″ N, 1° 29′ 24″ E / 38.685781°N,1.489867°E                                    | CASIB-123-2 | {{ca\|Figueres de Can Toni Mestre (Sant Francesc de Formentera)}} · {{WLE-AD-ES\|CASIB-123-2}} · {{Object location dec\|38.685781\|1.489867\|region:ES-IB_type:landmark_source:cawiki}} · [[Categoria:Famous trees in the Balearic Islands]]         |

## Mallorca
| Nom                                   | Protecció             | Espècie                                        | Alçària x diàmetre tronc x capçada | Localització | Codi        | Imatge |
| ------------------------------------- | --------------------- | ---------------------------------------------- | ---------------------------------- | --- | ----------- | --- |
| Es Pi de Son Guitard                  | AS (1993)             | Pi blanc, Pinus halepensis                     | 25 x 1,5 x 20                      | Alaró A uns 100 metres de les cases de Son Guitard 39° 42′ 10″ N, 2° 46′ 37″ E / 39.702891°N,2.776870°E                                                                                         | CASIB-122-2 | {{ca\|Es Pi de Son Guitard (Alaró)}} · {{WLE-AD-ES\|CASIB-122-2}} · {{Object location dec\|39.702891\|2.776870\|region:ES-IB_type:landmark_source:cawiki}} · [[Categoria:Famous trees in the Balearic Islands]]                     |
| Arbre de la Trapa                     | AS (1993)             | Bellaombra o ombú, Phytolacca dioica           | 6 x - x 3,5                        | Andratx Finca la Trapa, enfront de les cases 39° 36′ 00″ N, 2° 21′ 38″ E / 39.599883°N,2.360615°E                                                                                               | CASIB-115-1 | {{ca\|Arbre de la Trapa (Andratx)}} · {{WLE-AD-ES\|CASIB-115-1}} · {{Object location dec\|39.599883\|2.360615\|region:ES-IB_type:landmark_source:cawiki}} · [[Categoria:Famous trees in the Balearic Islands]]                      |
| Pi ramut de Biniorella                | AS (2003)             | Pi blanc, Pinus halepensis                     | 15 x - x 6                         | Andratx Zona urbanitzada de Biniorella (golf de Camp de Mar), entrant per la carretera de Camp de Mar, a la part alta del primer carrer a mà dreta                                              | CASIB-136-1 | {{ca\|Pi ramut de Biniorella (Andratx)}} · {{WLE-AD-ES\|CASIB-136-1}} · {{Object location dec\|\|\|region:ES-IB_type:landmark_source:cawiki}} · [[Categoria:Famous trees in the Balearic Islands]]                                  |
| Pins de Planícia                      | AS (2004) 4 exemplars | Pi ver, Pinus pinea                            |                                    | Banyalbufar Camí d'accés a les cases de Planícia 39° 40′ 21″ N, 2° 30′ 16″ E / 39.672412°N,2.504437°E                                                                                           | CASIB-140-2 | {{ca\|Pins de Planícia (Banyalbufar)}} · {{WLE-AD-ES\|CASIB-140-2}} · {{Object location dec\|39.672412\|2.504437\|region:ES-IB_type:landmark_source:cawiki}} · [[Categoria:Famous trees in the Balearic Islands]]                   |
| Datilera de Can Bescaí                | AS (2003)             | Palmera datilera o fasser, Phoenix dactylifera | 20 x - x -                         | Binissalem Dins el pati de Can Bescaí, del camí des Mitjans | CASIB-131-2 | {{ca\|Datilera de Can Bescaí (Binissalem)}} · {{WLE-AD-ES\|CASIB-131-2}} · {{Object location dec\|\|\|region:ES-IB_type:landmark_source:cawiki}} · [[Categoria:Famous trees in the Balearic Islands]]                               |
| Olivera sa Trona de Ca na Marca       | AS (2003)             | Olivera, Olea europaea var. europaea           | 4 x 6 x -                          | Binissalem Al nord-oest del terme, agafant el camí que creua l'estació de tren, a un quilòmetre a la dreta i dins un olivar poc treballat                                                       | CASIB-135-1 | {{ca\|Olivera sa Trona de Ca na Marca (Binissalem)}} · {{WLE-AD-ES\|CASIB-135-1}} · {{Object location dec\|\|\|region:ES-IB_type:landmark_source:cawiki}} · [[Categoria:Famous trees in the Balearic Islands]]                      |
| Plater de sa Clastra d'Alfàbia        | AS (2001)             | Plater, Platanus orientalis                    | 20 x - x 20                        | Bunyola Clastra a l'entrada de les cases d'Alfàbia 39° 42′ 59″ N, 2° 41′ 31″ E / 39.716493°N,2.691989°E                                                                                         | CASIB-128-2 | {{ca\|Plater de sa Clastra d'Alfàbia (Bunyola)}} · {{WLE-AD-ES\|CASIB-128-2}} · {{Object location dec\|39.716493\|2.691989\|region:ES-IB_type:landmark_source:cawiki}} · [[Categoria:Famous trees in the Balearic Islands]]         |
| Olivera de sa Reina                   | AS (2004)             | Olivera, Olea europaea var. europaea           | 8 x 9 x 10                         | Calvià A uns 200 metres al sud de les cases de Son Hortolà 39° 35′ 21″ N, 2° 28′ 05″ E / 39.589148°N,2.468045°E                                                                                 | CASIB-139-2 | {{ca\|Olivera de sa Reina (Calvià)}} · {{WLE-AD-ES\|CASIB-139-2}} · {{Object location dec\|39.589148\|2.468045\|region:ES-IB_type:landmark_source:cawiki}} · [[Categoria:Famous trees in the Balearic Islands]]                     |
| Pi de Son Corcó                       | AS (2003)             | Pi blanc, Pinus halepensis                     | 24 x - x 30                        | Consell Camí de Son Corcó, uns 200 metres després de la via del tren a mà esquerra, dins un camp d'ametlers i garrovers 39° 40′ 29″ N, 2° 48′ 08″ E / 39.674725°N,2.80216°E                     | CASIB-135-2 | {{ca\|Pi de Son Corcó (Consell)}} · {{WLE-AD-ES\|CASIB-135-2}} · {{Object location dec\|39.674725\|2.80216\|region:ES-IB_type:landmark_source:cawiki}} · [[Categoria:Famous trees in the Balearic Islands]]                         |
| Ullastre de Son Corcó                 | AS (2003)             | Ullastre, Olea europaea var. silvestris        | 11 x - x 15                        | Consell Davant les cases de Son Corcó, a 1 km al nord de l'estació de tren de Consell 39° 40′ 35″ N, 2° 48′ 11″ E / 39.676325°N,2.803101°E                                                      | CASIB-136-2 | {{ca\|Ullastre de Son Corcó (Consell)}} · {{WLE-AD-ES\|CASIB-136-2}} · {{Object location dec\|39.676325\|2.803101\|region:ES-IB_type:landmark_source:cawiki}} · [[Categoria:Famous trees in the Balearic Islands]]                  |
| Pi de sa Pedrissa                     | AS (1993)             | Pi ver, Pinus pinea                            | 18 x 1,09 x 16                     | Deià Vorera de la carretera Valldemossa-Deià, al km 64,300, vora la finca sa Pedrissa 39° 45′ 14″ N, 2° 38′ 14″ E / 39.754009°N,2.637284°E                                                      | CASIB-110-1 | {{ca\|Pi de sa Pedrissa (Deià)}} · {{WLE-AD-ES\|CASIB-110-1}} · {{Object location dec\|39.754009\|2.637284\|region:ES-IB_type:landmark_source:cawiki}} · [[Categoria:Famous trees in the Balearic Islands]]                         |
| Alzina d'en Pere                      | AS (1993)             | Alzina, Quercus ilex                           | 20 x 1,3 x 19                      | Escorca Camí vell de Lluc a Pollença, enfront de les cases de la finca de Binifaldó 39° 50′ 21″ N, 2° 54′ 37″ E / 39.839305°N,2.910401°E                                                        | CASIB-113-2 | {{ca\|Alzina d'en Pere (Escorca)}} · {{WLE-AD-ES\|CASIB-113-2}} · {{Object location dec\|39.839305\|2.910401\|region:ES-IB_type:landmark_source:cawiki}} · [[Categoria:Famous trees in the Balearic Islands]]                       |
| Alzina dels Set Cimalls               | AS (1993)             | Alzina, Quercus ilex                           | 16 x 4 x 18                        | Escorca Entrada de la urbanització de Son Macip, entre l'embassament del Gorg Blau i Lluc, a la carretera d'Andratx al Port de Pollença 39° 49′ 19″ N, 2° 52′ 10″ E / 39.821817°N,2.869583°E    | CASIB-114-2 | {{ca\|Alzina dels Set Cimalls (Escorca)}} · {{WLE-AD-ES\|CASIB-114-2}} · {{Object location dec\|39.821817\|2.869583\|region:ES-IB_type:landmark_source:cawiki}} · [[Categoria:Famous trees in the Balearic Islands]]                |
| Pi de sa Biga                         | AS (1993)             | Pi blanc, Pinus halepensis                     | 33 x 1,26 x 24                     | Escorca Possessió de Mossa, a uns 100 metres del camí d'accés a les cases | CASIB-122-1 | {{ca\|Pi de sa Biga (Escorca)}} · {{WLE-AD-ES\|CASIB-122-1}} · {{Object location dec\|\|\|region:ES-IB_type:landmark_source:cawiki}} · [[Categoria:Famous trees in the Balearic Islands]]                                           |
| Alzina de ses Trutges                 | AS (2003)             | Alzina, Quercus ilex                           | 19 x - x 22                        | Escorca A uns 200 metres de les cases d'Alcanelleta, dins el bosc i al peu del camí que va cap Alcanella                                                                                        | CASIB-130-2 | {{ca\|Alzina de ses Trutges (Escorca)}} · {{WLE-AD-ES\|CASIB-130-2}} · {{Object location dec\|\|\|region:ES-IB_type:landmark_source:cawiki}} · [[Categoria:Famous trees in the Balearic Islands]]                                   |
| Lledoner de Lluc                      | AS (2005)             | Lledoner, Celtis australis                     | 16 x 4 x 22                        | Escorca A l'esquerra de la façana principal del monestir de Lluc, dins la plaça on comença la pujada als Misteris 39° 49′ 21″ N, 2° 53′ 02″ E / 39.822613°N,2.883753°E                          | CASIB-142-2 | {{ca\|Lledoner de Lluc (Escorca)}} · {{WLE-AD-ES\|CASIB-142-2}} · {{Object location dec\|39.822613\|2.883753\|region:ES-IB_type:landmark_source:cawiki}} · [[Categoria:Famous trees in the Balearic Islands]]                       |
| Teix de sa Granja                     | AS (1993)             | Teix, Taxus baccata                            | 6 x 1,5 x 10                       | Esporles Al jardí de sa Granja d'Esporles 39° 40′ 09″ N, 2° 33′ 34″ E / 39.669171°N,2.559327°E                                                                                                  | CASIB-118-2 | {{ca\|Teix de sa Granja (Esporles)}} · {{WLE-AD-ES\|CASIB-118-2}} · {{Object location dec\|39.669171\|2.559327\|region:ES-IB_type:landmark_source:cawiki}} · [[Categoria:Famous trees in the Balearic Islands]]                     |
| Plater de sa Granja                   | AS (1993)             | Plater, Platanus orientalis                    | 25 x 1,5 x 20                      | Esporles A l'esquerra del camí d'accés a sa Granja d'Esporles | CASIB-119-1 | {{ca\|Plater de sa Granja (Esporles)}} · {{WLE-AD-ES\|CASIB-119-1}} · {{Object location dec\|\|\|region:ES-IB_type:landmark_source:cawiki}} · [[Categoria:Famous trees in the Balearic Islands]]                                    |
| Pi de sa Capelleta                    | AS (1993)             | Pi blanc, Pinus halepensis                     | 17 x 1 x -                         | Felanitx Devora sa Capelleta de pujada al santuari de Sant Salvador 39° 27′ 24″ N, 3° 10′ 56″ E / 39.456598°N,3.182163°E                                                                        | CASIB-113-1 | {{ca\|Pi de sa Capelleta (Felanitx)}} · {{WLE-AD-ES\|CASIB-113-1}} · {{Object location dec\|39.456598\|3.182163\|region:ES-IB_type:landmark_source:cawiki}} · [[Categoria:Famous trees in the Balearic Islands]]                    |
| Lledoner de sor Clara Andreu          | AS (1993)             | Lledoner, Celtis australis                     | 10 x 1 x -                         | Inca Dins del claustre del convent de les Jerònimes d'Inca 39° 43′ 31″ N, 2° 54′ 29″ E / 39.725230°N,2.908186°E                                                                                 | CASIB-116-1 | {{ca\|Lledoner de sor Clara Andreu (Inca)}} · {{WLE-AD-ES\|CASIB-116-1}} · {{Object location dec\|39.725230\|2.908186\|region:ES-IB_type:landmark_source:cawiki}} · [[Categoria:Famous trees in the Balearic Islands]]              |
| Cedre de Massanella                   | AS (1993)             | Cedre, Cedrus atlantica                        | 25 x 1,1 x -                       | Mancor de la Vall Entrada de les cases de Massanella 39° 45′ 46″ N, 2° 52′ 45″ E / 39.762690°N,2.879300°E                                                                                       | CASIB-114-1 | {{ca\|Cedre de Massanella (Mancor de la Vall)}} · {{WLE-AD-ES\|CASIB-114-1}} · {{Object location dec\|39.762690\|2.879300\|region:ES-IB_type:landmark_source:cawiki}} · [[Categoria:Famous trees in the Balearic Islands]]          |
| Pi de Caülls                          | AS (2001)             | Pi blanc, Pinus halepensis                     | 15 x - x 30                        | Marratxí Al Festival Park, davant l'entrada principal, arran del pont de davall l'autopista | CASIB-128-1 | {{ca\|Pi de Caülls (Marratxí)}} · {{WLE-AD-ES\|CASIB-128-1}} · {{Object location dec\|\|\|region:ES-IB_type:landmark_source:cawiki}} · [[Categoria:Famous trees in the Balearic Islands]]                                           |
| Lledoner del Cementiri                | AS (2005)             | Lledoner, Celtis australis                     | 16 x 5,6 x 20                      | Montuïri Enfront de la porta d'entrada del cementiri de Montuïri 39° 34′ 00″ N, 2° 59′ 20″ E / 39.566573°N,2.988783°E                                                                           | CASIB-141-2 | {{ca\|Lledoner del Cementiri (Montuïri)}} · {{WLE-AD-ES\|CASIB-141-2}} · {{Object location dec\|39.566573\|2.988783\|region:ES-IB_type:landmark_source:cawiki}} · [[Categoria:Famous trees in the Balearic Islands]]                |
| Na Capitana (olivera de Son Muntaner) | AS (2001)             | Olivera, Olea europaea var. europaea           | 7 x - x 6,5                        | Palma Golf de Son Muntaner (Son Rapinya) 39° 34′ 57″ N, 2° 36′ 13″ E / 39.582534°N,2.603556°E                                                                                                   | CASIB-127-1 | {{ca\|Na Capitana (Palma)}} · {{WLE-AD-ES\|CASIB-127-1}} · {{Object location dec\|39.582534\|2.603556\|region:ES-IB_type:landmark_source:cawiki}} · [[Categoria:Famous trees in the Balearic Islands]]                              |
| Bellaombra de la plaça de la Reina    | AS (2003)             | Bellaombra o ombú, Phytolacca dioica           | 16 x - x 18                        | Palma Zona enjardinada de la plaça de la Reina de Ciutat 39° 34′ 08″ N, 2° 38′ 49″ E / 39.568861°N,2.646903°E                                                                                   | CASIB-131-1 | {{ca\|Bellaombra de la plaça de la Reina (Palma)}} · {{WLE-AD-ES\|CASIB-131-1}} · {{Object location dec\|39.568861\|2.646903\|region:ES-IB_type:landmark_source:cawiki}} · [[Categoria:Famous trees in the Balearic Islands]]       |
| Ficus del Cementiri                   | AS (2003)             | Ficus, Ficus macrophylla                       | 12 x - x 20                        | Palma Plaça de la Verge Maria de la part antiga del cementiri municipal de Palma 39° 35′ 14″ N, 2° 38′ 22″ E / 39.587341°N,2.639528°E                                                           | CASIB-132-1 | {{ca\|Ficus del Cementiri (Palma)}} · {{WLE-AD-ES\|CASIB-132-1}} · {{Object location dec\|39.587341\|2.639528\|region:ES-IB_type:landmark_source:cawiki}} · [[Categoria:Famous trees in the Balearic Islands]]                      |
| Ficus de la Misericòrdia              | AS (2003)             | Ficus, Ficus macrophylla                       | 20 x - x 35                        | Palma Jardí Botànic del Centre Cultural de la Misericòrdia, a la via Roma 39° 34′ 27″ N, 2° 38′ 51″ E / 39.574060°N,2.647376°E                                                                  | CASIB-132-2 | {{ca\|Ficus de la Misericòrdia (Palma)}} · {{WLE-AD-ES\|CASIB-132-2}} · {{Object location dec\|39.574060\|2.647376\|region:ES-IB_type:landmark_source:cawiki}} · [[Categoria:Famous trees in the Balearic Islands]]                 |
| Lagunària de la Llotja                | AS (2003)             | Lagunària, Lagunaria patersonii                |                                    | Palma Dins un parterre en un escaire de l'edifici de sa Llotja, al passeig de Sagrera 39° 34′ 05″ N, 2° 38′ 39″ E / 39.568125°N,2.644285°E                                                      | CASIB-133-2 | {{ca\|Lagunària de la Llotja (Palma)}} · {{WLE-AD-ES\|CASIB-133-2}} · {{Object location dec\|39.568125\|2.644285\|region:ES-IB_type:landmark_source:cawiki}} · [[Categoria:Famous trees in the Balearic Islands]]                   |
| Olivera de Cort                       | AS (2003)             | Olivera, Olea europaea var. europaea           | 6 x - x 7                          | Palma Plaça de Cort de Ciutat 39° 34′ 11″ N, 2° 39′ 00″ E / 39.569661°N,2.649947°E | CASIB-134-2 | {{ca\|Olivera de Cort (Palma)}} · {{WLE-AD-ES\|CASIB-134-2}} · {{Object location dec\|39.569661\|2.649947\|region:ES-IB_type:landmark_source:cawiki}} · [[Categoria:Olivera de Cort (Palma)]]                                       |
| Murtera de les Fundadores             | AS (2004)             | Murtra, Myrtus communis                        | 6 x - x 7,9                        | Palma Hort del monestir de la Puríssima Concepció, de les monges caputxines de Palma 39° 34′ 22″ N, 2° 38′ 58″ E / 39.572905°N,2.649467°E                                                       | CASIB-141-1 | {{ca\|Murtera de les Fundadores (Palma)}} · {{WLE-AD-ES\|CASIB-141-1}} · {{Object location dec\|39.572905\|2.649467\|region:ES-IB_type:landmark_source:cawiki}} · [[Categoria:Famous trees in the Balearic Islands]]                |
| Garrover de Son Móra                  | AS (2003)             | Garrover, Ceratonia siliqua                    | 10 x - x 8                         | Porreres Aïllat en un turonet, al final d'un alzinar estret, a uns 300 metres de la carretera Porreres-Vilafranca, a l'altura del km 3 39° 31′ 47″ N, 3° 02′ 54″ E / 39.529698°N,3.048394°E     | CASIB-133-1 | {{ca\|Garrover de Son Móra (Porreres)}} · {{WLE-AD-ES\|CASIB-133-1}} · {{Object location dec\|39.529698\|3.048394\|region:ES-IB_type:landmark_source:cawiki}} · [[Categoria:Famous trees in the Balearic Islands]]                  |
| Alzina des Molí Nou                   | AS (1993)             | Alzina, Quercus ilex                           | 17,5 x 1,6 x 25                    | Puigpunyent Paratge del Molí Nou, dins la finca de Son Nét 39° 37′ 32″ N, 2° 31′ 14″ E / 39.625484°N,2.520590°E                                                                                 | CASIB-115-2 | {{ca\|Alzina des Molí Nou (Puigpunyent)}} · {{WLE-AD-ES\|CASIB-115-2}} · {{Object location dec\|39.625484\|2.520590\|region:ES-IB_type:landmark_source:cawiki}} · [[Categoria:Famous trees in the Balearic Islands]]                |
| Roures de sa Riera                    | AS (1993) 2 exemplars | Roure, Quercus faginea                         |                                    | Puigpunyent Finca Son Bru al km 14,9 de la carretera Palma-Puigpunyent | CASIB-117-1 | {{ca\|Roures de sa Riera (Puigpunyent)}} · {{WLE-AD-ES\|CASIB-117-1}} · {{Object location dec\|\|\|region:ES-IB_type:landmark_source:cawiki}} · [[Categoria:Famous trees in the Balearic Islands]]                                  |
| Lledoners de sa Campaneta             | AS (2005) 2 exemplars | Lledoner, Celtis australis                     |                                    | Puigpunyent Davant les cases de la possessió de sa Campaneta, camí d'accés a l'altura del kilòmetre 4 de la carretera Esporles-Puigpunyent 39° 39′ 10″ N, 2° 31′ 29″ E / 39.652679°N,2.524593°E | CASIB-142-1 | {{ca\|Lledoners de sa Campaneta (Puigpunyent)}} · {{WLE-AD-ES\|CASIB-142-1}} · {{Object location dec\|39.652679\|2.524593\|region:ES-IB_type:landmark_source:cawiki}} · [[Categoria:Famous trees in the Balearic Islands]]          |
| Es Pi Gros                            | AS (1993)             | Pi blanc, Pinus halepensis                     | 22 x 2 x 100                       | Santa Maria del Camí Can Moragues, a 300 metres del km 2,5 de la carretera entre Santa Maria i Alaró                                                                                            | CASIB-112-1 | {{ca\|Es Pi Gros (Santa Maria del Camí)}} · {{WLE-AD-ES\|CASIB-112-1}} · {{Object location dec\|\|\|region:ES-IB_type:landmark_source:cawiki}} · [[Categoria:Famous trees in the Balearic Islands]]                                 |
| Els Estanca-sangs                     | AS (1993) 3 exemplars | Arbre ver o fleix, Fraxinus angustifolia       |                                    | Santa Maria del Camí Cruïlla de la carretera Palma-Sencelles amb el desviament Santa Maria del Camí-Sencelles                                                                                   | CASIB-117-2 | {{ca\|Els Estanca-sangs (Santa Maria del Camí)}} · {{WLE-AD-ES\|CASIB-117-2}} · {{Object location dec\|\|\|region:ES-IB_type:landmark_source:cawiki}} · [[Categoria:Famous trees in the Balearic Islands]]                          |
| Bellaombra de Can Conrado             | AS (2004)             | Bellaombra o ombú, Phytolacca dioica           | 9 x - x 12,4                       | Santa Maria del Camí C. Marquès de la Fontsanta, 39, jardí particular 39° 39′ 03″ N, 2° 46′ 26″ E / 39.650971°N,2.773911°E                                                                      | CASIB-140-1 | {{ca\|Bellaombra de Can Conrado (Santa Maria del Camí)}} · {{WLE-AD-ES\|CASIB-140-1}} · {{Object location dec\|39.650971\|2.773911\|region:ES-IB_type:landmark_source:cawiki}} · [[Categoria:Famous trees in the Balearic Islands]] |
| Caseta de ses Alzines                 | AS (2001)             | Alzina, Quercus ilex                           | 15 x - x 25                        | Sencelles Finca Camp d'Allà, a uns 800 metres en sentit Sencelles partint de la cruïlla amb la carretera Palma-Sineu 39° 37′ 29″ N, 2° 53′ 21″ E / 39.624833°N,2.889174°E                       | CASIB-127-2 | {{ca\|Caseta de ses Alzines (Sencelles)}} · {{WLE-AD-ES\|CASIB-127-2}} · {{Object location dec\|39.624833\|2.889174\|region:ES-IB_type:landmark_source:cawiki}} · [[Categoria:Famous trees in the Balearic Islands]]                |
| Mata de Son Joan Arnau                | AS (2003)             | Mata, Pistacia lentiscus                       | 9 x - x 12                         | Sineu Finca Son Joan Arnau, a 300 metres de la cruïlla de Lloret, al costat de les cases, dins un hort de tarongers 39° 38′ 25″ N, 3° 00′ 29″ E / 39.640331°N,3.008194°E                        | CASIB-134-1 | {{ca\|Mata de Son Joan Arnau (Sineu)}} · {{WLE-AD-ES\|CASIB-134-1}} · {{Object location dec\|39.640331\|3.008194\|region:ES-IB_type:landmark_source:cawiki}} · [[Categoria:Famous trees in the Balearic Islands]]                   |

## Menorca
| Nom                              | Protecció               | Espècie                                 | Alçària x diàmetre tronc x capçada | Localització | Codi        | Imatge |
| -------------------------------- | ----------------------- | --------------------------------------- | ---------------------------------- | --- | ----------- | --- |
| Alzina de s'Artiga Vella         | AS (1993)               | Alzina, Quercus ilex                    | 12 x 1,5 x 26                      | Alaior A 2 km del cementiri d'Alaior, a 350 metres de les cases de s'Artiga Vella                                                                                  | CASIB-121-1 | {{ca\|Alzina de s'Artiga Vella (Alaior)}} · {{WLE-AD-ES\|CASIB-121-1}} · {{Object location dec\|\|\|region:ES-IB_type:landmark_source:cawiki}} · [[Categoria:Famous trees in the Balearic Islands]]                           |
| Mata de Turrubench Nou           | AS (2001)               | Mata, Pistacia lentiscus                | 6 x - x 9                          | Alaior Dins el torrent de Cala en Porter, en una zona d'horts, dins la ruta del camí de Cavalls                                                                    | CASIB-124-2 | {{ca\|Mata de Turrubench Nou (Alaior)}} · {{WLE-AD-ES\|CASIB-124-2}} · {{Object location dec\|\|\|region:ES-IB_type:landmark_source:cawiki}} · [[Categoria:Mata de Turrubec]]                                                 |
| Pacaners de s'Hort Squella       | AS (2001) 4 exemplars   | Pacaner, Carya illinoensis              |                                    | Alaior Dos exemplars a les cases de s'Hort Squella i altres dos a la zona del torrent                                                                              | CASIB-125-1 | {{ca\|Pacaners de s'Hort Squella (Alaior)}} · {{WLE-AD-ES\|CASIB-125-1}} · {{Object location dec\|\|\|region:ES-IB_type:landmark_source:cawiki}} · [[Categoria:Famous trees in the Balearic Islands]]                         |
| Alzina d'Alfurí de Dalt          | AS (2003)               | Alzina, Quercus ilex                    | 9 x 4,6 x 23                       | Ciutadella Alzinar d'Alfurí, just al creuer de Cala Rilau i Son Felip 39° 59′ 57″ N, 3° 51′ 03″ E / 39.999214°N,3.850708°E                                         | CASIB-137-1 | {{ca\|Alzina d'Alfurí de Dalt (Ciutadella)}} · {{WLE-AD-ES\|CASIB-137-1}} · {{Object location dec\|39.999214\|3.850708\|region:ES-IB_type:landmark_source:cawiki}} · [[Categoria:Famous trees in the Balearic Islands]]       |
| Drago de l'Illa del Llatzeret    | AS (2003)               | Drago, Dracaena draco                   | 4,5 x - x 8,4                      | Es Castell Jardí del Llatzeret, aferrat a un mur que separa dues parcel·les 39° 52′ 38″ N, 4° 18′ 10″ E / 39.877342°N,4.302801°E                                   | CASIB-137-2 | {{ca\|Drago de l'Illa del Llatzeret (es Castell)}} · {{WLE-AD-ES\|CASIB-137-2}} · {{Object location dec\|39.877342\|4.302801\|region:ES-IB_type:landmark_source:cawiki}} · [[Categoria:Famous trees in the Balearic Islands]] |
| Pi Felip de l'Illa del Llatzeret | AS (2003)               | Pi blanc, Pinus halepensis              | 10,5 x 3,6 x 26                    | Es Castell Jardí del Llatzeret; a la part nord té un edifici i un camí de marès hi passa just per davall                                                           | CASIB-138-1 | {{ca\|Pi Felip de l'Illa del Llatzeret (es Castell)}} · {{WLE-AD-ES\|CASIB-138-1}} · {{Object location dec\|\|\|region:ES-IB_type:landmark_source:cawiki}} · [[Categoria:Famous trees in the Balearic Islands]]               |
| Alzina Grossa                    | AS (2001)               | Alzina, Quercus ilex                    | 16 x - x 25                        | Es Mercadal Part posterior de les cases de la finca s'Usina Grossa, dins el bosc                                                                                   | CASIB-126-1 | {{ca\|Alzina Grossa (es Mercadal)}} · {{WLE-AD-ES\|CASIB-126-1}} · {{Object location dec\|\|\|region:ES-IB_type:landmark_source:cawiki}} · [[Categoria:Famous trees in the Balearic Islands]]                                 |
| Pi ver del Rafal Roig            | AS (2003)               | Pi ver, Pinus pinea                     | 13 x 3 x 16                        | Es Mercadal En un costat del torrent que hi ha a uns 300 metres de la carretera Maó-Ciutadella en sentit Ciutadella, i a un centenar de metres passat es Mercadal  | CASIB-138-2 | {{ca\|Pi ver del Rafal Roig (es Mercadal)}} · {{WLE-AD-ES\|CASIB-138-2}} · {{Object location dec\|\|\|region:ES-IB_type:landmark_source:cawiki}} · [[Categoria:Famous trees in the Balearic Islands]]                         |
| Pins de Biniatzem                | AS (1993) 27 exemplars  | Pi blanc, Pinus halepensis              |                                    | Es Migjorn Gran A les dues bandes de la carretera de Sant Cristòfol a Ferreries, a uns 2 km de Sant Cristòfol 39° 57′ 33″ N, 4° 02′ 21″ E / 39.959195°N,4.039261°E | CASIB-120-1 | {{ca\|Pins de Biniatzem (es Migjorn Gran)}} · {{WLE-AD-ES\|CASIB-120-1}} · {{Object location dec\|39.959195\|4.039261\|region:ES-IB_type:landmark_source:cawiki}} · [[Categoria:Famous trees in the Balearic Islands]]        |
| Pins del Doctor Camps            | AS (1993) 2 exemplars   | Pi ver, Pinus pinea                     |                                    | Ferreries Vorera de la carretera Ferreries-Sant Cristòfol | CASIB-119-2 | {{ca\|Pins del Doctor Camps (Ferreries)}} · {{WLE-AD-ES\|CASIB-119-2}} · {{Object location dec\|\|\|region:ES-IB_type:landmark_source:cawiki}} · [[Categoria:Famous trees in the Balearic Islands]]                           |
| Alzina de s'Alqueria Blanca      | AS (1993)               | Alzina, Quercus ilex                    | - x 1,7 x 30                       | Ferreries A uns 200 metres de les cases de s'Alqueria Blanca 39° 58′ 40″ N, 4° 00′ 48″ E / 39.977646°N,4.013443°E                                                  | CASIB-121-2 | {{ca\|Alzina de s'Alqueria Blanca (Ferreries)}} · {{WLE-AD-ES\|CASIB-121-2}} · {{Object location dec\|39.977646\|4.013443\|region:ES-IB_type:landmark_source:cawiki}} · [[Categoria:Famous trees in the Balearic Islands]]    |
| Pi de Cala Galdana               | AS (2001)               | Pi blanc, Pinus halepensis              | 10 x - x 25                        | Ferreries Entrada de la urbanització de Santa Galdana, al costat de la rotonda 39° 56′ 22″ N, 3° 57′ 56″ E / 39.939383°N,3.965675°E                                | CASIB-125-2 | {{ca\|Pi de Cala Galdana (Ferreries)}} · {{WLE-AD-ES\|CASIB-125-2}} · {{Object location dec\|39.939383\|3.965675\|region:ES-IB_type:landmark_source:cawiki}} · [[Categoria:Famous trees in the Balearic Islands]]             |
| Tamarells de l'Illa d'en Colom   | AS (1993) +50 exemplars | Tamarell, Tamarix africana              |                                    | Maó Damunt les dunes de la platjola dels Tamarells, de l'illa d'en Colom 39° 57′ 28″ N, 4° 16′ 30″ E / 39.957660°N,4.275131°E                                      | CASIB-120-2 | {{ca\|Tamarells de l'Illa d'en Colom (Maó)}} · {{WLE-AD-ES\|CASIB-120-2}} · {{Object location dec\|39.957660\|4.275131\|region:ES-IB_type:landmark_source:cawiki}} · [[Categoria:Famous trees in the Balearic Islands]]       |
| Ullastres de s'Aeroport          | AS (2001) 3 exemplars   | Ullastre, Olea europaea var. silvestris |                                    | Maó Dos exemplars situats al costat de l'aparcament de l'aeroport, i un tercer al costat dret del vial de sortida de l'aeroport                                    | CASIB-124-1 | {{ca\|Ullastres de s'Aeroport (Maó)}} · {{WLE-AD-ES\|CASIB-124-1}} · {{Object location dec\|\|\|region:ES-IB_type:landmark_source:cawiki}} · [[Categoria:Famous trees in the Balearic Islands]]                               |
| Alzina de sa Torreta             | AS (2001)               | Alzina, Quercus ilex                    | 12 x - x 18                        | Maó A uns 300 metres darrere les cases de la finca de sa Torreta 39° 52′ 46″ N, 4° 16′ 03″ E / 39.879444°N,4.267502°E                                              | CASIB-126-2 | {{ca\|Alzina de sa Torreta (Maó)}} · {{WLE-AD-ES\|CASIB-126-2}} · {{Object location dec\|39.879444\|4.267502\|region:ES-IB_type:landmark_source:cawiki}} · [[Categoria:Famous trees in the Balearic Islands]]                 |